# شيرلي ماثيوز
شيرلي ماثيوز هي مغنية كندية، ولدت في 1942 في Harrow, Ontario ‏ في كندا، وتوفيت في 8 يناير 2013 في تورونتو في كندا.

## وصلات خارجية
- شيرلي ماثيوز على موقع ميوزك برينز (الإنجليزية)
- شيرلي ماثيوز على موقع أول ميوزيك (الإنجليزية)